# Podaljšana petstrana ortobikupola
| Podaljšana petstrana ortobikupola | Podaljšana petstrana ortobikupola            |
| --------------------------------- | -------------------------------------------- |
|                                   |                                              |
| Vrsta                             | Johnsonovo telo J37-J38-J39                  |
| Stranske ploskve                  | 10 trikotnikov 2.5+10 kvadratov 2 petkotnika |
| Oglišča                           | 30                                           |
| Robovi                            | 60                                           |
| Konfiguracija oglišča             | 20(3.43) 10(3.4.5.4)                         |
| Grupa simetrije                   | D5h                                          |
| Dualni polieder                   | -                                            |
| Lastnosti                         | konveksna                                    |
| Slika oglišč                      |                                              |

Podaljšana petstrana ortobikupola je eno izmed Johnsonovih teles (J38) . Kot že ime nakazuje jo dobimo s podaljševanjem petstrane ortobikupole (J30) tako, da dodamo desetstrano prizmo med njeni dve skladni polovici. Z vrtenjem ene izmed kupol pred vnosom prizme dobimo podaljšano girobikupolo (J39).

## Prostornina in površina
Naslednja izraza za prostornino (V) in površino (P) sta uporabna za vse stranske ploskve, ki so pravilne in imajo dolžino roba 1 
{\displaystyle V={\frac {1}{6}}(10+8{\sqrt {5}}+15{\sqrt {5+2{\sqrt {5}}}})a^{3}\approx 12,3423...a^{3}}
{\displaystyle A=(20+{\sqrt {{\frac {5}{2}}(10+{\sqrt {5}}+{\sqrt {75+30{\sqrt {5}}}})}})a^{2}\approx 27,7711...a^{2}}